# Anachis juani
Anachis juani is een slakkensoort uit de familie van de Columbellidae. De wetenschappelijke naam van de soort is voor het eerst geldig gepubliceerd in 2010 door Horro & Rolán.